# 四宮圭
四宮 圭（Kei Shinomiya）は、日本のフリーアナウンサーである。
徳島県出身。

## 経歴
活動ジャンル　フリーアナウンサー、モデル

## 備考
活動・実績
- 2020年MISS NADESHIKO NIPPON最優秀特別賞 受賞
- 2020年MISS NADESHIKO NIPPONミス徳島
- 2021年Mrs Global Earth 関西大会 ルビー部門準グランプリ
- 2021年Mrs Global Earth 日本大会ファイナリスト

## 略歴
徳島大学大学院 医科学教育部医科学専攻修士課程修了。
大学3年生時よりK・A・Oアナウンススクールとテレビ朝日アスクに通い、イベントを中心としたアナウンス活動をスタート。
大学院修了後、本格的にフリーアナウンサーとしての活動を開始。
テレビ、ラジオはじめ、トークショーや記者発表、展示会MCや式典、学会、ブライダル、選挙ウグイス、モータースポーツ取材等活動は多岐にわたる。
2020年よりLIVE配信アプリ、Pocochaでライバーデビュー。
元最高ランクのS6ランクのトップライバー。現在は不定期配信。
2020年京都コレクションが開催したMISS NADESHIKO NIPPONでは徳島県代表のミス徳島として出場、最優秀特別賞を受賞。
2021年Mrs Global Earth 関西大会 ルビー部門 では準グランプリ、日本大会ファイナリストとなる。
2021年より日本ハンドボールリーグ、HANDBALL+NETのスポーツ実況アナウンサーをつとめる。
出場経験を活かしミスコンのウォーキングとスピーチ講師もつとめる。

## 人物
特技　阿波踊り。趣味　ゴルフ、茶道、料理、旅行、モータースポーツ観戦、ヨガ、アクセサリー作り、ポーセラーツ。
F1は子供の頃より鈴鹿サーキットで観戦デビュー。自身も音速の世界へ行きたいと国内A級ライセンスを取得。
ポーセラーツやグルーデコ、アイシングクッキーといった女性向けの習い事講師としてもサロンを主宰し、活動中。
マナーインストラクターや上級秘書士の資格を活かした講師業もおこなっている。